# Ecranizare
Ecranizarea (cunoscută și ca Adaptarea cinematografică) este prelucrarea unei opere literare epice sau dramatice în a rezulta un scenariu care să permită transpunerea lui în film. 
O condiție esențială a acestei adaptări este aceea ca scenariul să respecte intențiile autorului operei inițiale, care să fie exprimate prin mijloacele specifice cinematografice. Astfel unele ecranizări pot fi uneori și mai expresive decât lucrarea literară după care au fost realizate, așa cum s-a întâmplat cu romanul lui Margaret Mitchell, ,,Pe aripile vântului", realizându-se faimosul film a lui Victor Fleming cu același titlu. Distribuția, de excepție: Vivien Leigh, Clark Gable, Leslie Howard, Olivia de Havilland.
Și cinematografia românească a realizat o serie de ecranizari de o mare valoare artistică cum au fost Pădurea spânzuraților după romanul omonim a scriitorului Liviu Rebreanu. Realizat în anul 1964 sub ,,bagheta" celui ce avea să devină unul din cel mai de seamă regizor de film și teatru român, Liviu Ciulei, a obținut la Festivalul Internațional de Film de la Cannes în anul 1965 Premiul pentru regie. Distribuția, foarte inspirată în folosirea unor tineri actori la vremea aceea și care de-a lungul timpului au devenit ceea ce se poate numi „monștrii sacri” ai cinematografiei românești, Victor Rebengiuc în rolul lui Apostol Bologa și Anna Széles în rolul Ilonei. 
Exemplele pot continua: Neamul Șoimăreștilor după Mihail Sadoveanu, Nunta de piatră după nuvele de Ion Agârbiceanu și multe altele.